# Australomimetus miniatus
Australomimetus miniatus là một loài nhện trong họ Mimetidae.
Loài này thuộc chi Australomimetus. Australomimetus miniatus được miêu tả năm 1986 bởi Heimer.